# Пауль Штевер
Рудольф Штевер (нім. Paul Wilhelm Rudolf Stoewer; 8 березня 1890, Берент, Німецька імперія — 2 листопада 1953, табір Войково біля Іваново, РРФСР) — німецький офіцер, генерал-лейтенант вермахту.

## Біографія
Син професора Королівської гімназії Данцига доктора філософії Рудольфа Штевера і його дружини Емми, уродженої Функе. 1 жовтня 1908 року вступив в Імперську армію. Учасник Першої світової війни. Після демобілізації армії залишений в рейхсвері. З 15 жовтня 1935 року — командир 84-го піхотного полку. З 15 жовтня 1939 року — комендант полігону Деберіца. З 14 травня 1940 по 21 грудня 1943 року — командир 143-ї резервної дивізії, з 1 квітня по 27 грудня 1944 року — дивізії №401. З 10 січня 1945 року — комендант Верхньосілезького промислового району. З 5 березня 1945 року — командир штабу перехоплення 17-ї армії. Після війни взятий в полон радянськими військами. Помер в таборі.

## Сім'я
19 травня 1919 року одружився з Ірмгард Фріч. В 1920 році в пари народилась дочка. 11 травня 1922 року Ірмгард померла.
Згодом Штевер вдруге одружився з Гердою Люрінг. В пари народились дочка (1931) і син (1938).

## Звання
- Однорічний доброволець (1 жовтня 1908)
- Лейтенант (22 березня 1910; патент від 22 березня 1908)
- Оберлейтенант (23 лютого 1915)
- Гауптман (20 травня 1917)
- Майор (1 жовтня 1930)
- Оберстлейтенант (1 травня 1934)
- Оберст (1 квітня 1936)
- Генерал-майор (1 лютого 1940)
- Генерал-лейтенант (1 лютого 1942)

## Нагороди
- Нагрудний знак військового пілота (Пруссія)
- Залізний хрест 2-го і 1-го класу
- Хрест «За військові заслуги» (Брауншвейг) 2-го і 1-го класу
- Нагрудний знак «За поранення» в чорному
- Пам'ятний знак пілота (Пруссія)
- Німецький кінний знак
- Почесний хрест ветерана війни з мечами
- Медаль «За вислугу років у Вермахті» 4-го, 3-го, 2-го і 1-го класу (25 років)
- Медаль «У пам'ять 1 жовтня 1938» із застібкою «Празький град»
- На честь Штевера нзвали провулок в місті Фрідек-Містек (нім. Oberst-Stoewer-Gasse)
- Застібка до Залізного хреста
  - 2-го класу (24 вересня 1939)
  - 1-го класу (20 жовтня 1939)
- Хрест Воєнних заслуг 2-го класу з мечами (20 квітня 1942)